# Millard Harmon
Millard Fillmore Harmon Jr. (Fort Mason, 19 gennaio 1888 – Isole Marshall, 26 febbraio 1945) è stato un generale statunitense.
Durante la campagna di Guadalcanal ha comandato le truppe americane nell'area del Pacifico del Sud dal 1942 al 1944. Più tardi, nel 1945, gli fu affidato il comando di tutta l'area del Pacifico.
Morì durante un volo di addestramento di routine precipitato in mare vicino alle Isole Marshall tra il 26 e il 27 febbraio 1945. Fu dichiarato ufficialmente morto un anno dopo, nel 1946.
A lui è stata dedicata la Harmon Air Force Base, nell'isola di Guam.